# Jacob Christensen (Socialdemokratiet)
 Der er flere personer med dette navn, se Jacob Christensen.
Jacob Jensen Christensen (21. juli 1873 i Korning, Vejle – 3. december 1924 i København) var en dansk redaktør og politiker.
Han var søn af landarbejder Jørgen Christensen og hustru Kirstine Jacobsen, arbejdede som typograf 1893-98 og blev journalist ved Vestjyllands Socialdemokrat 1898 og var redaktør af Silkeborg Socialdemokrat fra 1900.
Han var medlem af Silkeborg Byråd fra 1902, medlem af Købstadsforeningens repræsentantskab og blev folketingsmand for Silkeborgkredsen fra 1906. Ved valget i 1910 blev han imidlertid slået af venstremanden N.P. Stensballe.
Jacob Christensen kom til Silkeborg i 1900 og blev gift 17/5 1902 i Balle K., med Jenny Madsen fra Alderslyst,( født 20/3 1881).
Forlovere var folketingsmedlem Harald Jensen af Århus og Mads Anton Madsen.